# 台湾温剑水蚤
台湾温剑水蚤（学名：Thermocyclops taihokuensis）为剑水蚤科温剑水蚤属的动物。分布于日本、俄罗斯以及中国等地，属于浮游性种类。其常见于湖泊、池塘中。